# Šarūnas Jasikevičius
Šarūnas Jasikevičius (*5. března 1976, Kaunas) je bývalý litevský profesionální basketbalista. Má titul mistra Evropy z roku 2003 a třikrát vyhrál basketbalovou Euroligu. Působil na postu rozehrávače.

## Kariéra
V mladém věku se přestěhoval do Spojených států, aby mohl hrát basketbal na střední škole i na University of Maryland. Nebyl draftován do NBA a vrátil se do Evropy, kde působil v Lietuvosu Rytas a Olimpiji Lublaň.
Na olympijských hrách v Sydney v roce 2000 získal s týmem Litvy bronzovou medaili, v semifinále jeho tým prohrál se Spojenými státy rozdílem pouhých dvou bodů, přičemž v poslední sekundě právě Jasikevičius minul tříbodový pokus.
V letech 2000-2003 hrál v FC Barcelona, s níž zažil vítězství v Eurolize 2003, kde vítězství zopakoval v barvách Maccabi Tel Aviv v letech 2004 a 2005. Do tohoto týmu přestoupil po zisku titulu mistra Evropy 2003, kde byl vyhlášen nejužitečnějším hráčem.

### Od aténské olympiády
Na olympijských hrách v Aténách v roce 2004 zaznamenal proti Spojeným státům 28 bodů (z toho sedm trojek) a Litva USA porazila 94:90, což se jí ale nepovedlo v odvetě v souboji o bronzové medaile.
V červenci 2005 podepsal svou první smlouvu s klubem NBA, za 12 milionů dolarů měl tři roky hrát za Indianu Pacers. Necelé dva roky poté přestoupil do Golden State Warriors, ale odtud zakrátko odešel zpět do Evropy, do aténského klubu Panathinaikos. Celková výše smlouvy (plat 7 milionů dolarů za dva roky a přestupní částka 1,7 milionu dolarů) z transferu učinily rekordní přestup v řecké sportovní historii. Později hrál ještě za Fenerbahce Istanbul, než se vrátil do Žalgirisu Kaunas a v jeho barvách v poslední sezóně své kariéry poprvé vyhrál litevský mistrovský titul.
Aktivní sportovní kariéru ukončil v létě 2014 a stal se členem trenérského týmu Žalgirisu Kaunas.

## Soukromý život
Jasikevičius má mladšího bratra Vytenise, který je rovněž basketbalistou. V roce 2006 se oženil s Linor Abargilovou, vítězkou soutěže Miss World 1998.